# Rainsars
Rainsars est une commune française située dans le département du Nord, en région Hauts-de-France.

## Géographie

### Localisation
Rainsars se situe dans le Sud-Est du département du Nord (Hainaut) en plein cœur du parc naturel régional de l'Avesnois. L'Avesnois est connu pour son bocage et son relief un peu vallonné dans sa partie Sud-Est (début des contreforts des Ardennes), dite « petite Suisse du Nord ».
Rainsars fait partie administrativement de l'Avesnois, géologiquement des Ardennes, historiquement du Hainaut et paysagèrement de la Thiérache.
La commune se trouve à 110 km de Lille (préfecture du Nord), Bruxelles (Belgique) ou Reims (Marne), à 50 km de Valenciennes, Mons (B) ou Charleroi (B) et à 10 km d'Avesnes-sur-Helpe (sous-préfecture) et de Fourmies.
La Belgique se trouve à 12 km; le département de l'Aisne à 8 km.

### Communes limitrophes
| Sémeries |          | Sains-du-Nord |
|          | Rainsars |               |
| Étrœungt |          | Féron         |

### Hydrographie

#### Réseau hydrographique
La commune est située dans le bassin Artois-Picardie. Elle est drainée par le ruisseau du Pont de Sains, la Fausse rivière, le Pont de Sains,,.

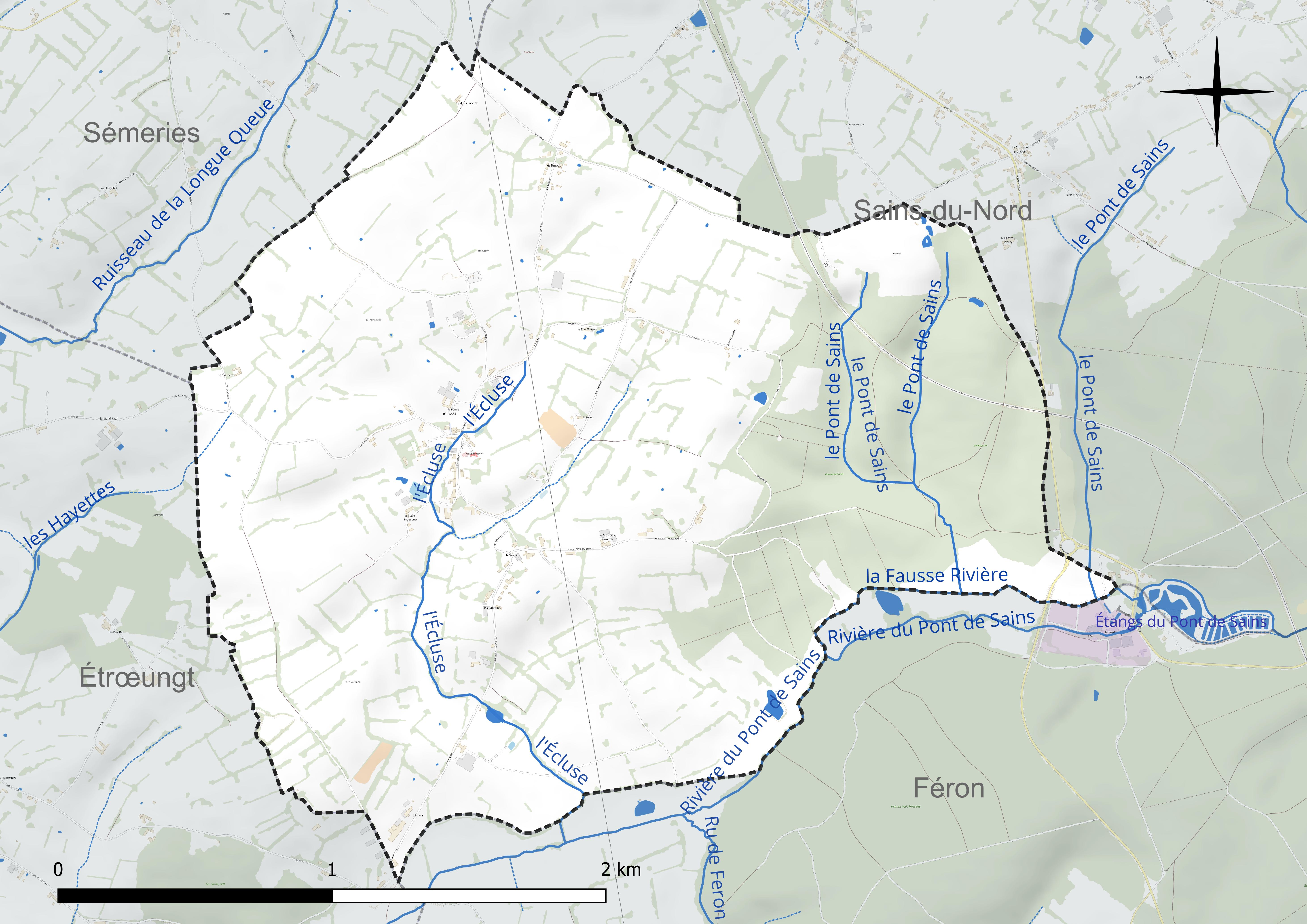
Réseau hydrographique de Rainsars.

#### Gestion et qualité des eaux
Le territoire communal est couvert par le schéma d'aménagement et de gestion des eaux (SAGE) « Sambre ». Ce document de planification concerne un territoire de 1 253 km2 de superficie, délimité par le bassin versant de la Sambre. Le périmètre a été arrêté le 1er novembre 2003 et le SAGE proprement dit a été approuvé le 21 septembre 2012, puis modifié le 18 août 2022. La structure porteuse de l'élaboration et de la mise en œuvre est le syndicat mixte du Parc naturel régional de l'Avesnois. 
La qualité des cours d'eau peut être consultée sur un site dédié géré par les agences de l'eau et l'Agence française pour la biodiversité. 

### Climat
Pour des articles plus généraux, voir Climat des Hauts-de-France et Climat du Nord.
En 2010, le climat de la commune est de type climat des marges montargnardes, selon une étude du CNRS s'appuyant sur une série de données couvrant la période 1971-2000. En 2020, Météo-France publie une typologie des climats de la France métropolitaine dans laquelle la commune est exposée à un climat océanique altéré et est dans la région climatique  Nord-est du bassin Parisien, caractérisée par un ensoleillement médiocre, une pluviométrie moyenne régulièrement répartie au cours de l'année et un hiver froid (3 °C). 
Pour la période 1971-2000, la température annuelle moyenne est de 9,6 °C, avec une amplitude thermique annuelle de 14,9 °C. Le cumul annuel moyen de précipitations est de 909 mm, avec 13,3 jours de précipitations en janvier et 10 jours en juillet. Pour la période 1991-2020, la température moyenne annuelle observée sur la station météorologique la plus proche, située sur la commune de Saint-Hilaire-sur-Helpe à 9 km à vol d'oiseau, est de 10,5 °C et le cumul annuel moyen de précipitations est de 802,4 mm,. Pour l'avenir, les paramètres climatiques de la commune estimés pour 2050 selon différents scénarios d'émission de gaz à effet de serre sont consultables sur un site dédié publié par Météo-France en novembre 2022.

## Urbanisme

### Typologie
Au 1er janvier 2024, Rainsars est catégorisée commune rurale à habitat dispersé, selon la nouvelle grille communale de densité à sept niveaux définie par l'Insee en 2022.
Elle est située hors unité urbaine et hors attraction des villes,.

### Occupation des sols
L'occupation des sols de la commune, telle qu'elle ressort de la base de données européenne d'occupation biophysique des sols Corine Land Cover (CLC), est marquée par l'importance des territoires agricoles (80,7 % en 2018), une proportion sensiblement équivalente à celle de 1990 (81,5 %). La répartition détaillée en 2018 est la suivante : 
prairies (80,7 %), forêts (19,3 %). L'évolution de l'occupation des sols de la commune et de ses infrastructures peut être observée sur les différentes représentations cartographiques du territoire : la carte de Cassini (XVIIIe siècle), la carte d'état-major (1820-1866) et les cartes ou photos aériennes de l'IGN pour la période actuelle (1950 à aujourd'hui).

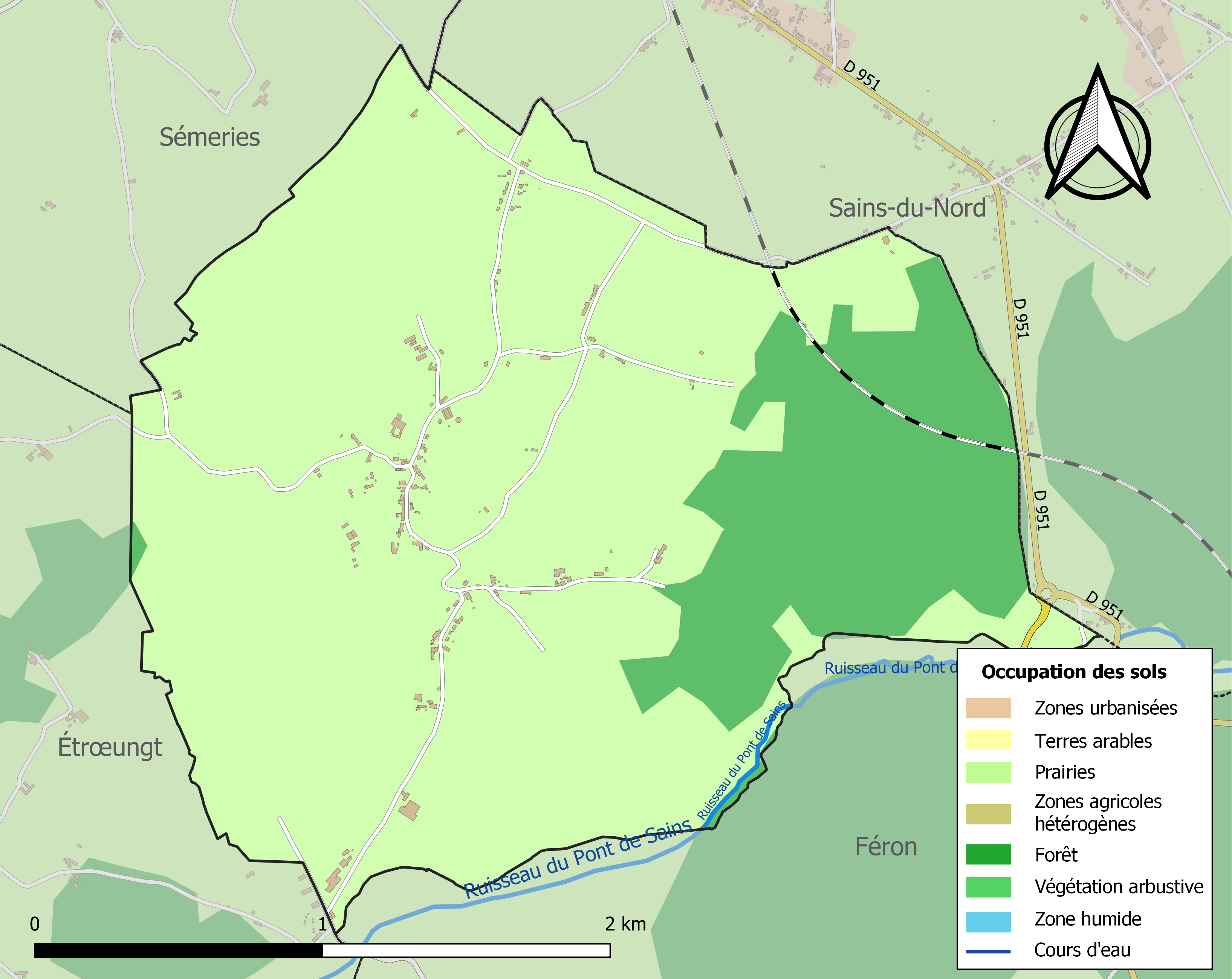
Carte des infrastructures et de l'occupation des sols de la commune en 2018 (CLC).

## Toponymie
Le nom de la localité est attesté sous les formes Helluini sartum en 1265 (cartulaire de l'abbaye de Liessies) ; Herwinsart 1316 (2e cartulaire du Hainaut) ; Herwinsart en 1346 ; Herinsart en 1769 (carte du diocèse de Cambra par Villaret) ; Herluinsart, Remsart (sans date).
Il s'agit d'une formation toponymique médiévale en -sart « clairière défrichée, défrichement », du bas latin sartum par aphérèse du mot exsartum > essart. Il est précédé du nom de personne de type germanique Hildiwin remplacé par Herwin.
Remarque : les noms en -sart sont caractéristiques du nord de la France. La graphie actuelle -sars est récente.

## Politique et administration

### Liste des maires
- Maire de 1802 à 1807 : Dorléans[17],[18].
- Alexandre Roger, maire en 1988 (réf. JO du 12 avril 1988).

| Identité                                       | Période   | Période  | Durée            | Étiquette |
| Identité                                       | Début     | Fin      | Durée            | Étiquette |
| ---------------------------------------------- | --------- | -------- | ---------------- | --------- |
| Colette Watremez (d), (née le 20 octobre 1950) | juin 1995 | En cours | 30 ans et 2 mois |           |

## Population et société

### Démographie

#### Évolution démographique
L'évolution du nombre d'habitants est connue à travers les recensements de la population effectués dans la commune depuis 1793. Pour les communes de moins de 10 000 habitants, une enquête de recensement portant sur toute la population est réalisée tous les cinq ans, les populations de référence des années intermédiaires étant quant à elles estimées par interpolation ou extrapolation. Pour la commune, le premier recensement exhaustif entrant dans le cadre du nouveau dispositif a été réalisé en 2006.

En 2022, la commune comptait 194 habitants, en évolution de +5,43 % par rapport à 2016 (Nord : +0,51 %, France hors Mayotte : +2,11 %).
| 1793 | 1800 | 1806 | 1821 | 1831 | 1836 | 1841 | 1846 | 1851 |
| ---- | ---- | ---- | ---- | ---- | ---- | ---- | ---- | ---- |
| 343  | 176  | 220  | 288  | 271  | 269  | 267  | 260  | 307  |

| 1856 | 1861 | 1866 | 1872 | 1876 | 1881 | 1886 | 1891 | 1896 |
| ---- | ---- | ---- | ---- | ---- | ---- | ---- | ---- | ---- |
| 278  | 264  | 257  | 275  | 262  | 294  | 276  | 279  | 290  |

| 1901 | 1906 | 1911 | 1921 | 1926 | 1931 | 1936 | 1946 | 1954 |
| ---- | ---- | ---- | ---- | ---- | ---- | ---- | ---- | ---- |
| 265  | 260  | 260  | 240  | 233  | 214  | 214  | 199  | 206  |

| 1962 | 1968 | 1975 | 1982 | 1990 | 1999 | 2006 | 2011 | 2016 |
| ---- | ---- | ---- | ---- | ---- | ---- | ---- | ---- | ---- |
| 226  | 219  | 211  | 236  | 238  | 220  | 218  | 207  | 184  |

| 2021 | 2022 | - | - | - | - | - | - | - |
| ---- | ---- | - | - | - | - | - | - | - |
| 188  | 194  | - | - | - | - | - | - | - |

#### Pyramide des âges
En 2018, le taux de personnes d'un âge inférieur à 30 ans s'élève à 31,6 %, soit en dessous de la moyenne départementale (39,5 %). À l'inverse, le taux de personnes d'âge supérieur à 60 ans est de 32,7 % la même année, alors qu'il est de 22,5 % au niveau départemental.
En 2018, la commune comptait 92 hommes pour 87 femmes, soit un taux de 51,4 % d'hommes, largement supérieur au taux départemental (48,23 %).
Les pyramides des âges de la commune et du département s'établissent comme suit.
| Hommes | Classe d’âge | Femmes |
| ------ | ------------ | ------ |
| 0,0    | 90 ou +      | 0,0    |
| 8,4    | 75-89 ans    | 7,9    |
| 22,1   | 60-74 ans    | 27,0   |
| 21,1   | 45-59 ans    | 20,2   |
| 14,7   | 30-44 ans    | 15,7   |
| 23,2   | 15-29 ans    | 15,7   |
| 10,5   | 0-14 ans     | 13,5   |

| Hommes | Classe d’âge | Femmes |
| ------ | ------------ | ------ |
| 0,5    | 90 ou +      | 1,4    |
| 5,3    | 75-89 ans    | 8,1    |
| 14,8   | 60-74 ans    | 16,2   |
| 19,1   | 45-59 ans    | 18,4   |
| 19,5   | 30-44 ans    | 18,7   |
| 20,7   | 15-29 ans    | 19,1   |
| 20,2   | 0-14 ans     | 18     |

## Culture locale et patrimoine

### Lieux et monuments
- Église Notre-Dame-de-l'Assomption du XVIe siècle, restaurée en 1960, avec la statue de Notre-Dame de Rainsars.
- Le monument aux morts.
- Chapelle Sainte-Reine (1868) et plusieurs croix, chapelles, oratoires, dispersés dans la commune.

### Galerie

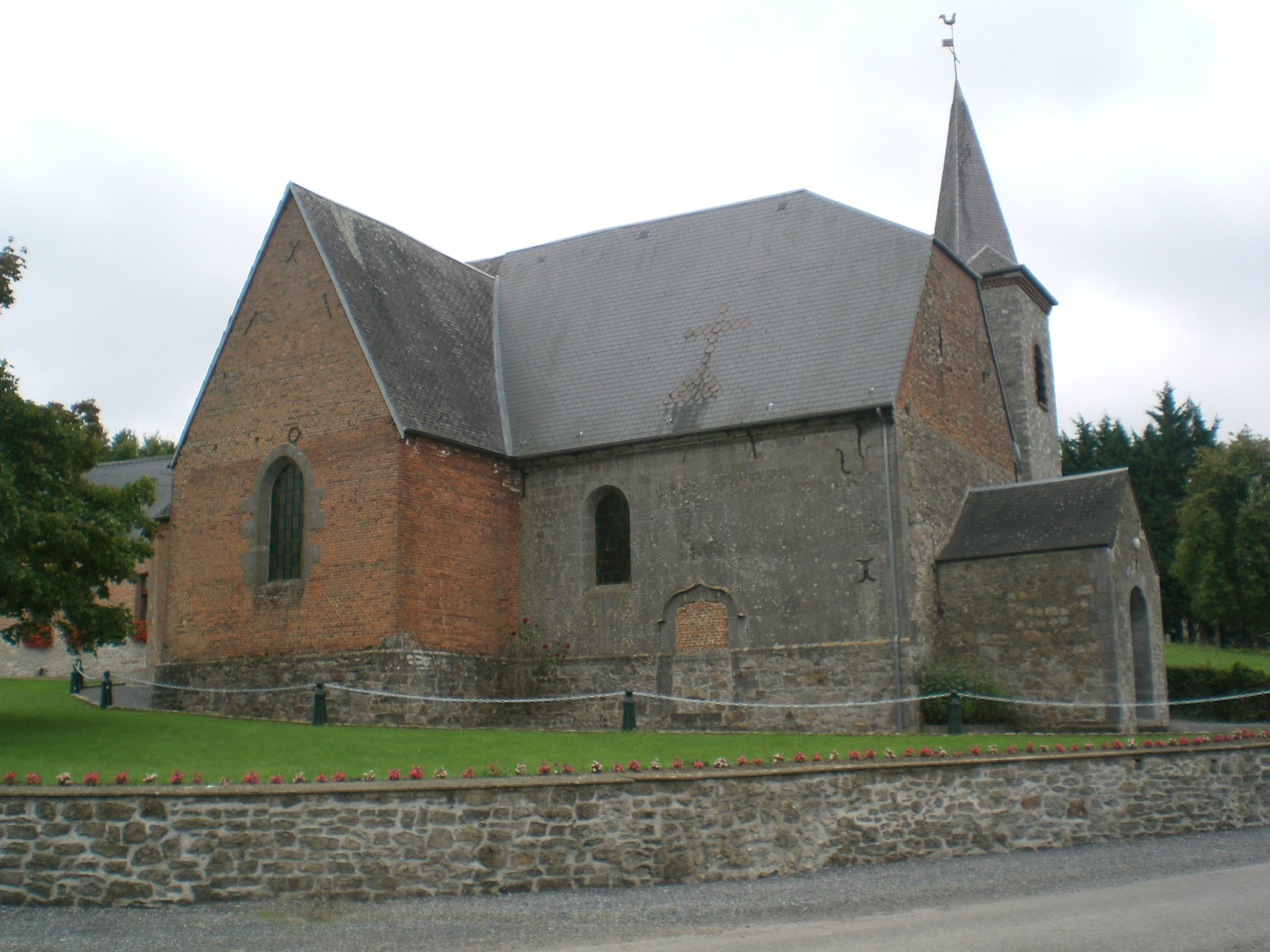
Église Notre-Dame-de-l'Assomption.
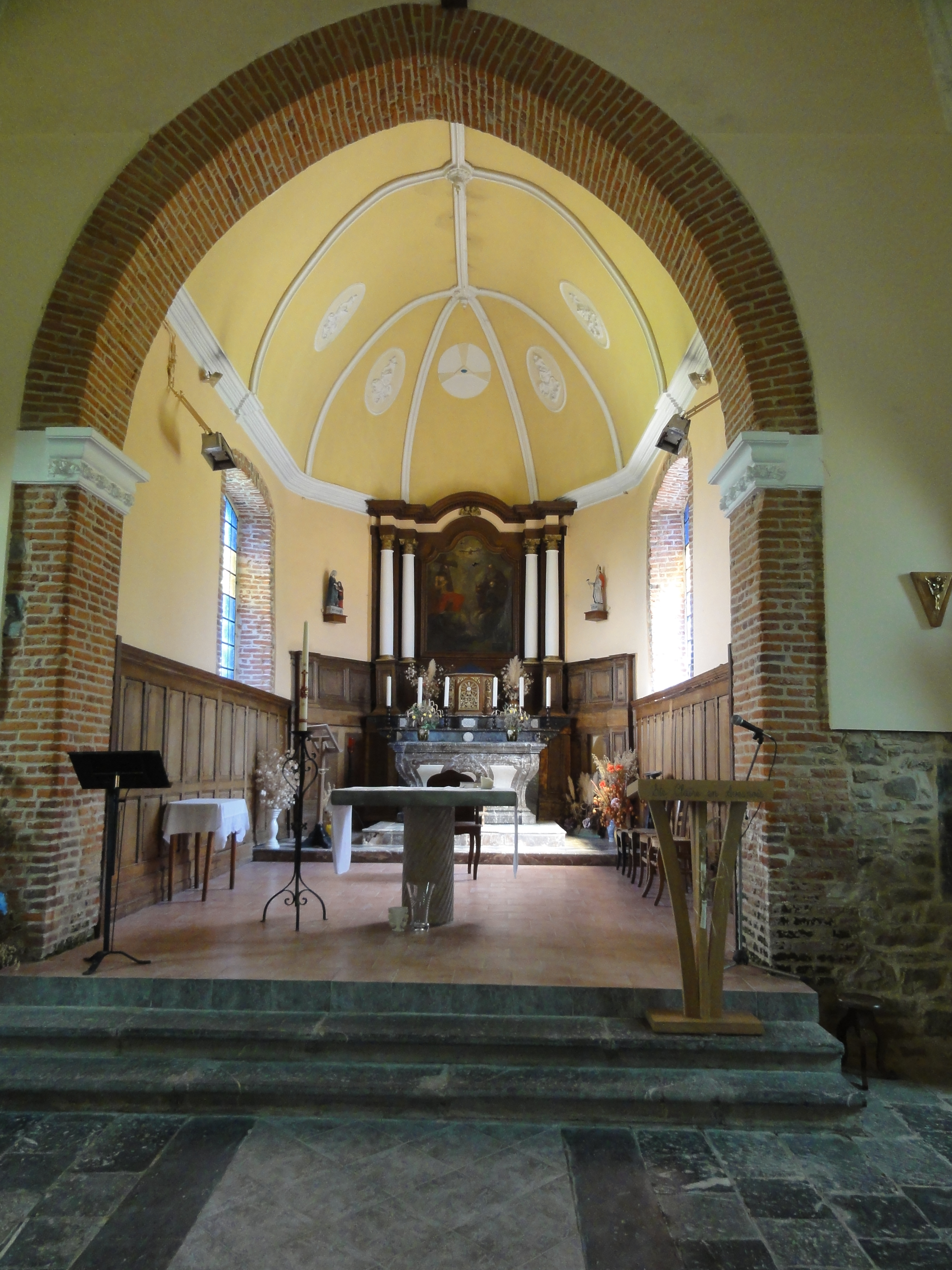
Intérieur de l'église.
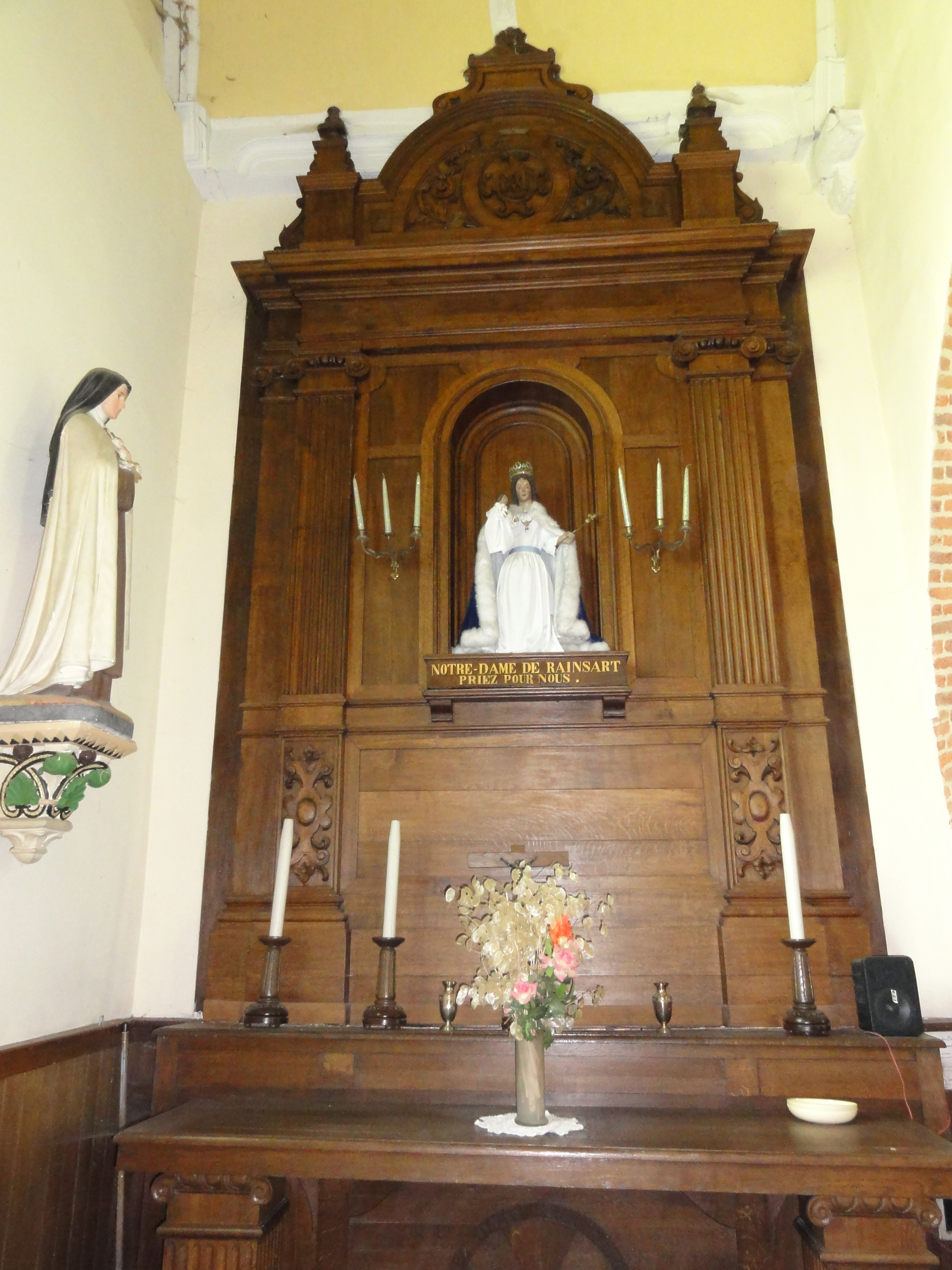
L'autel Notre-Dame de Rainsars.
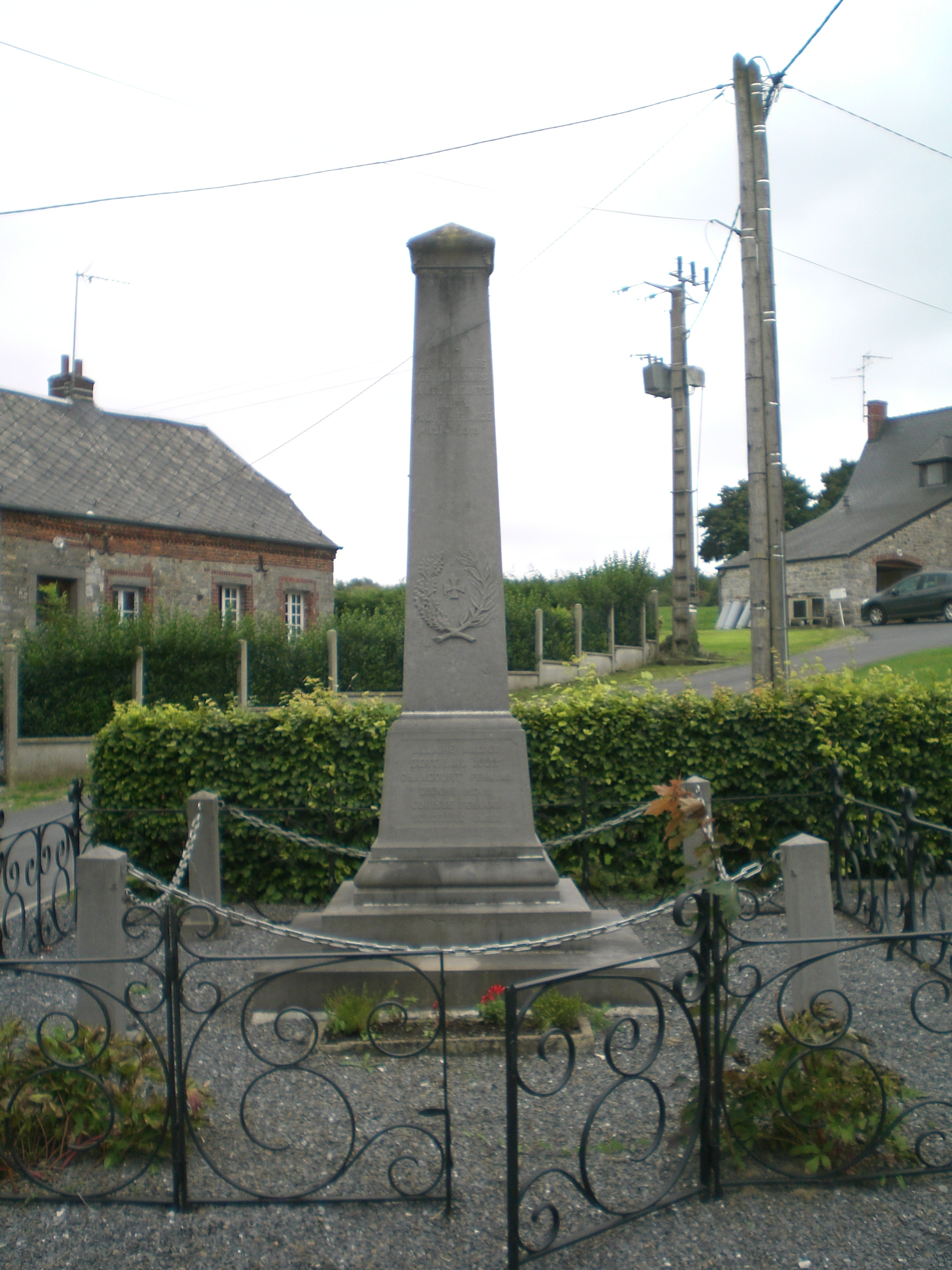
Le monument aux morts.
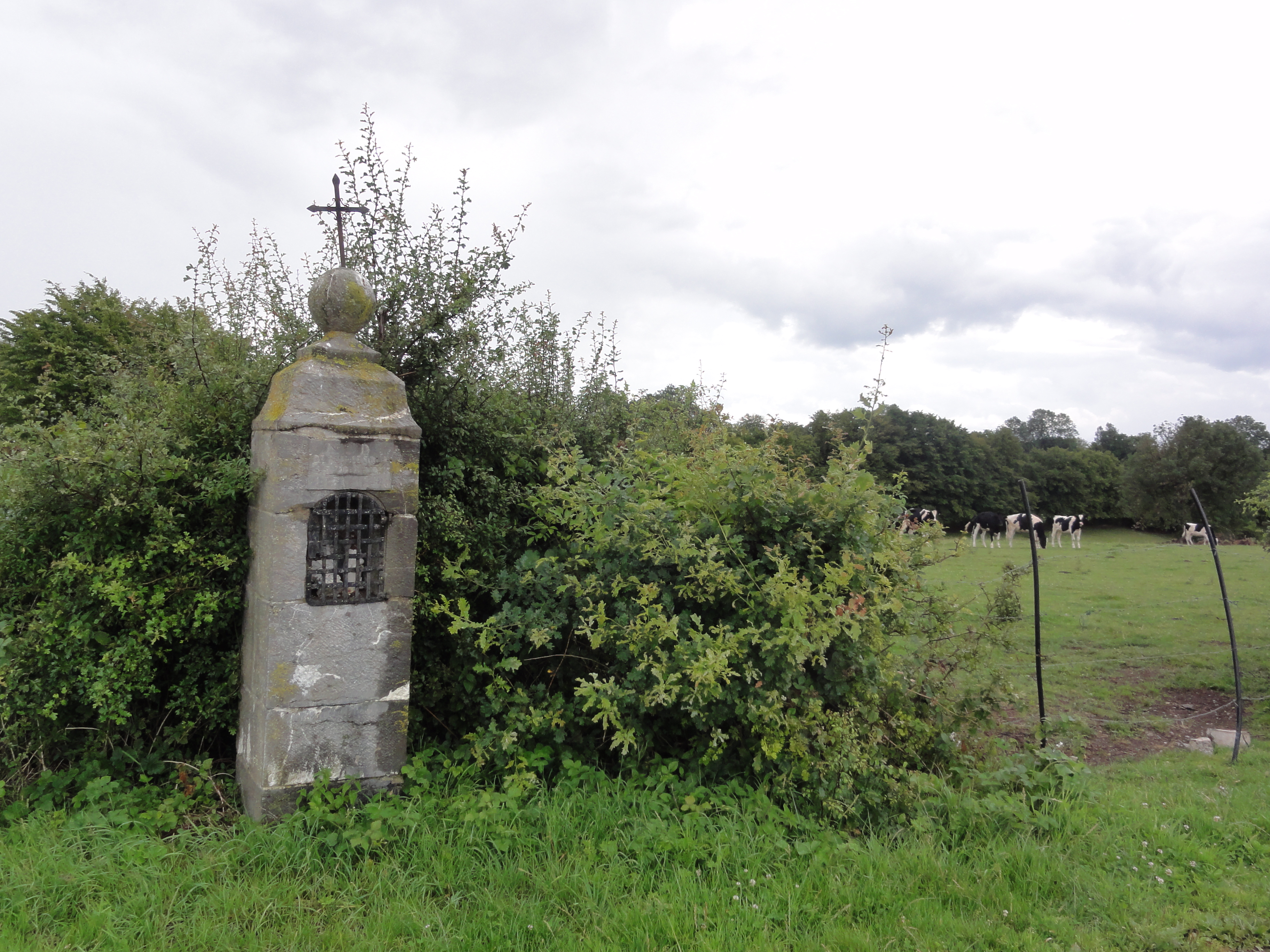
Chapelle N.D. de Bon Secours.
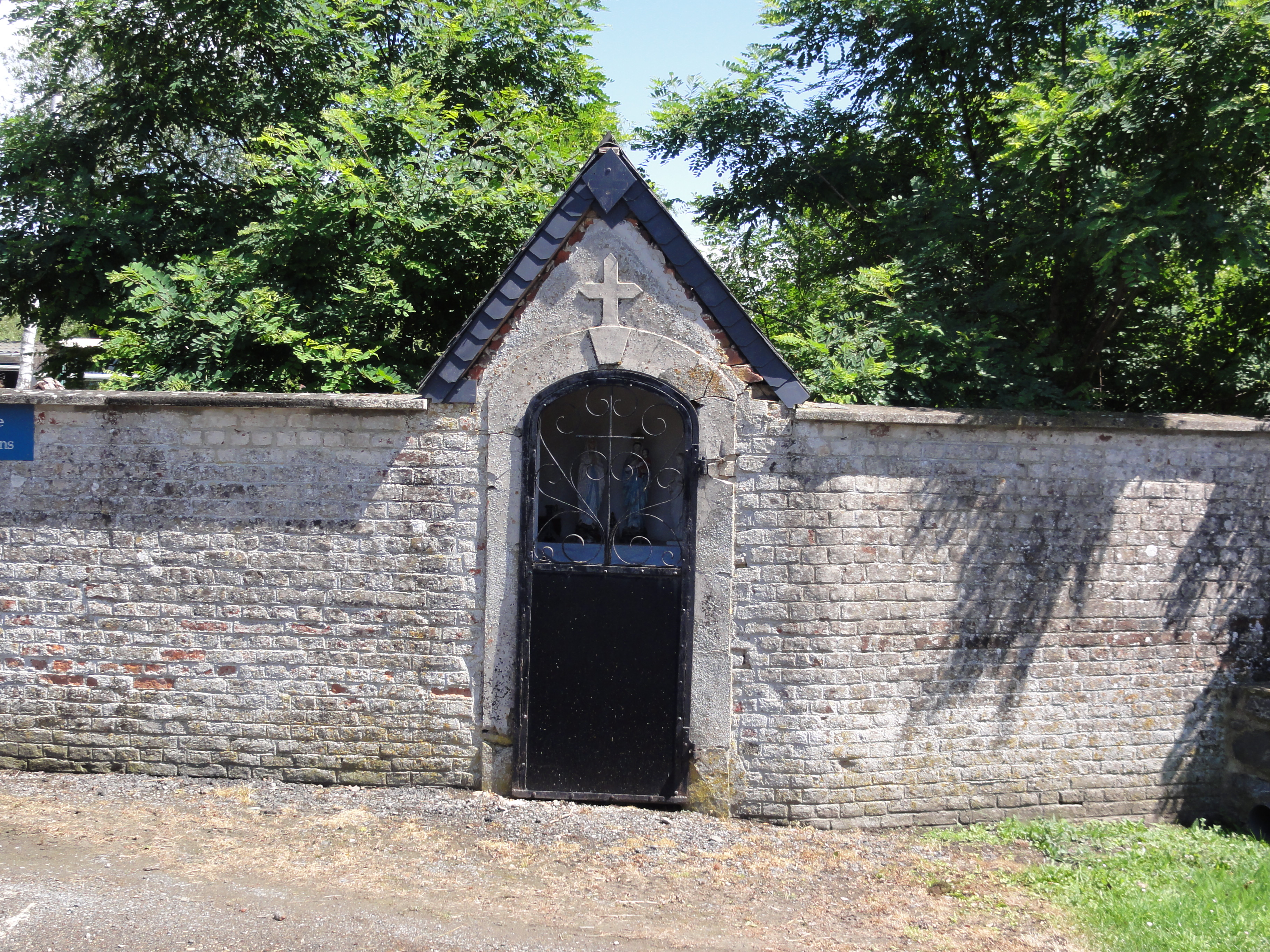
Chapelle, route de Sains.
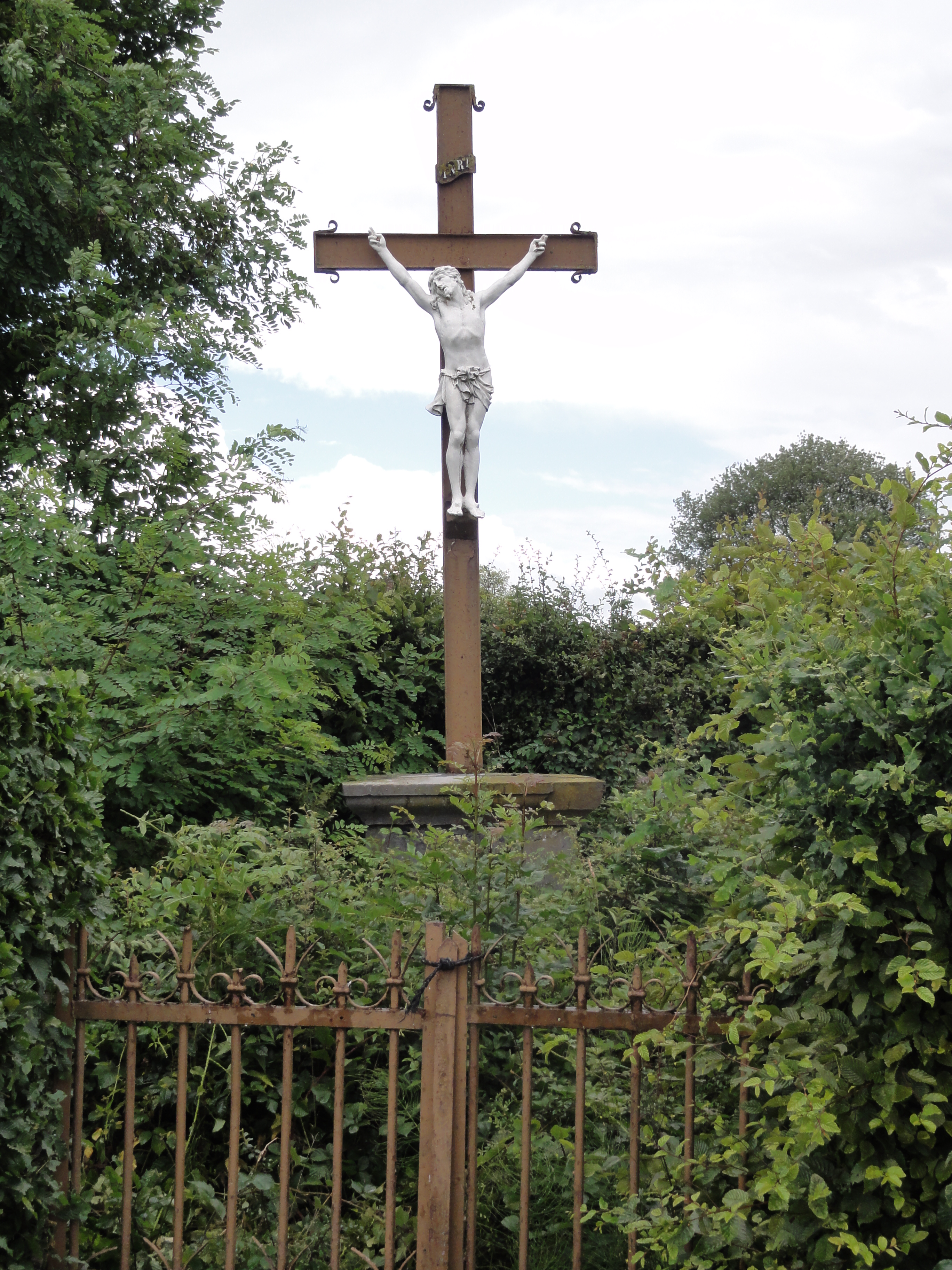
Calvaire, Le Trou des Renards est.
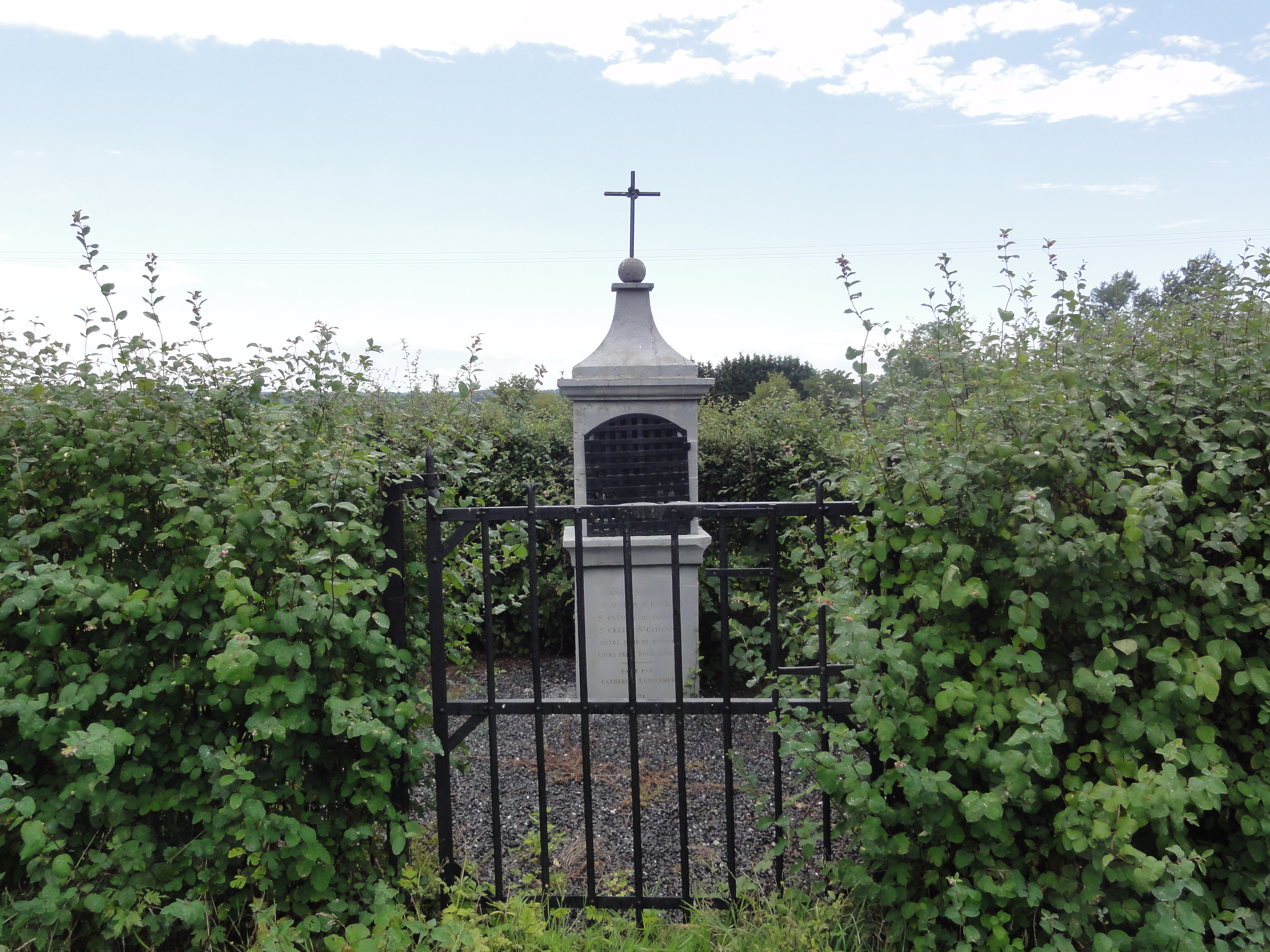
Chapelle, 1871, Le Trou des Renards ouest.
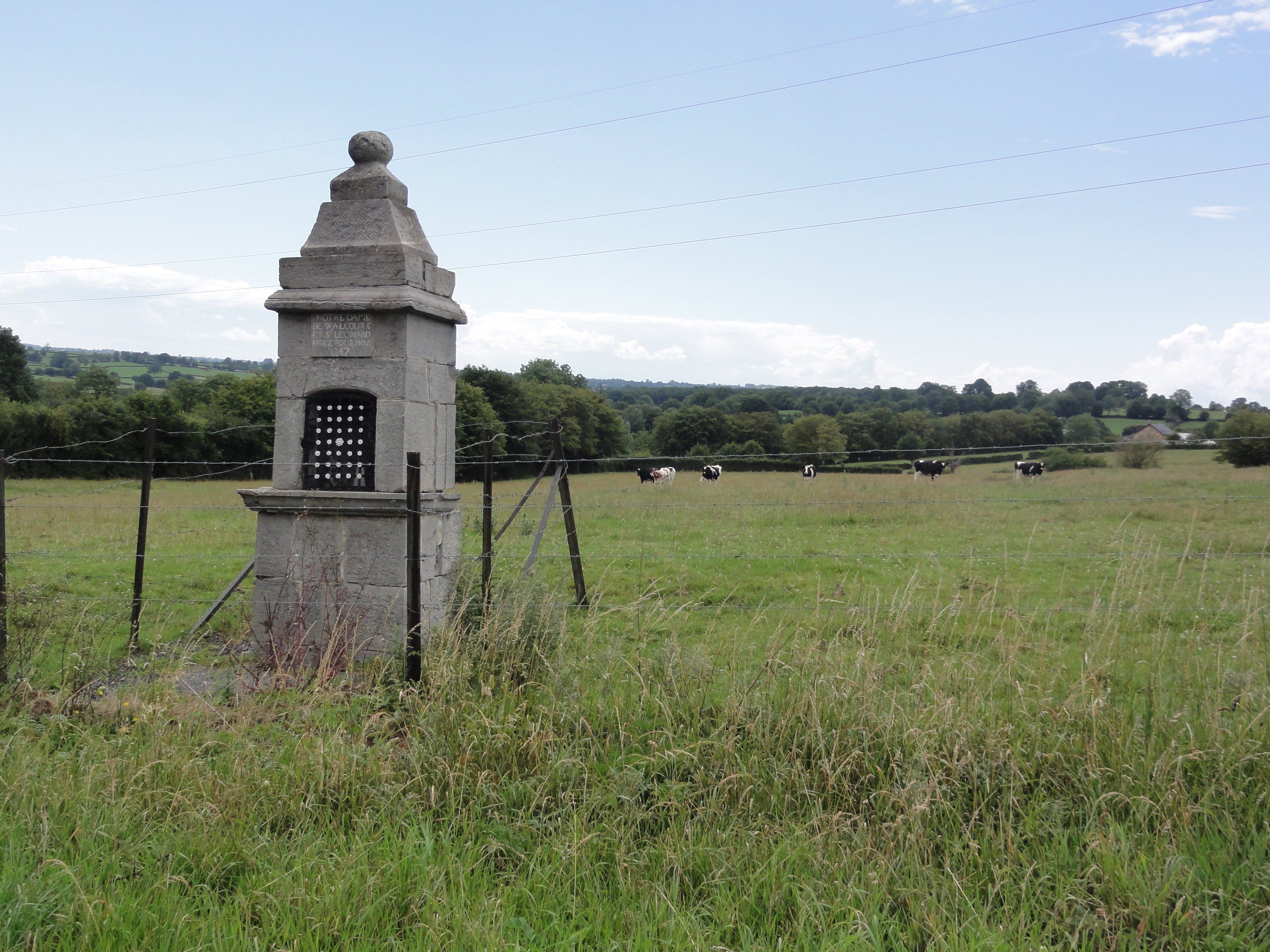
Chapelle N.D. de Walcourt, 1747, Le Trou des Renards sud.
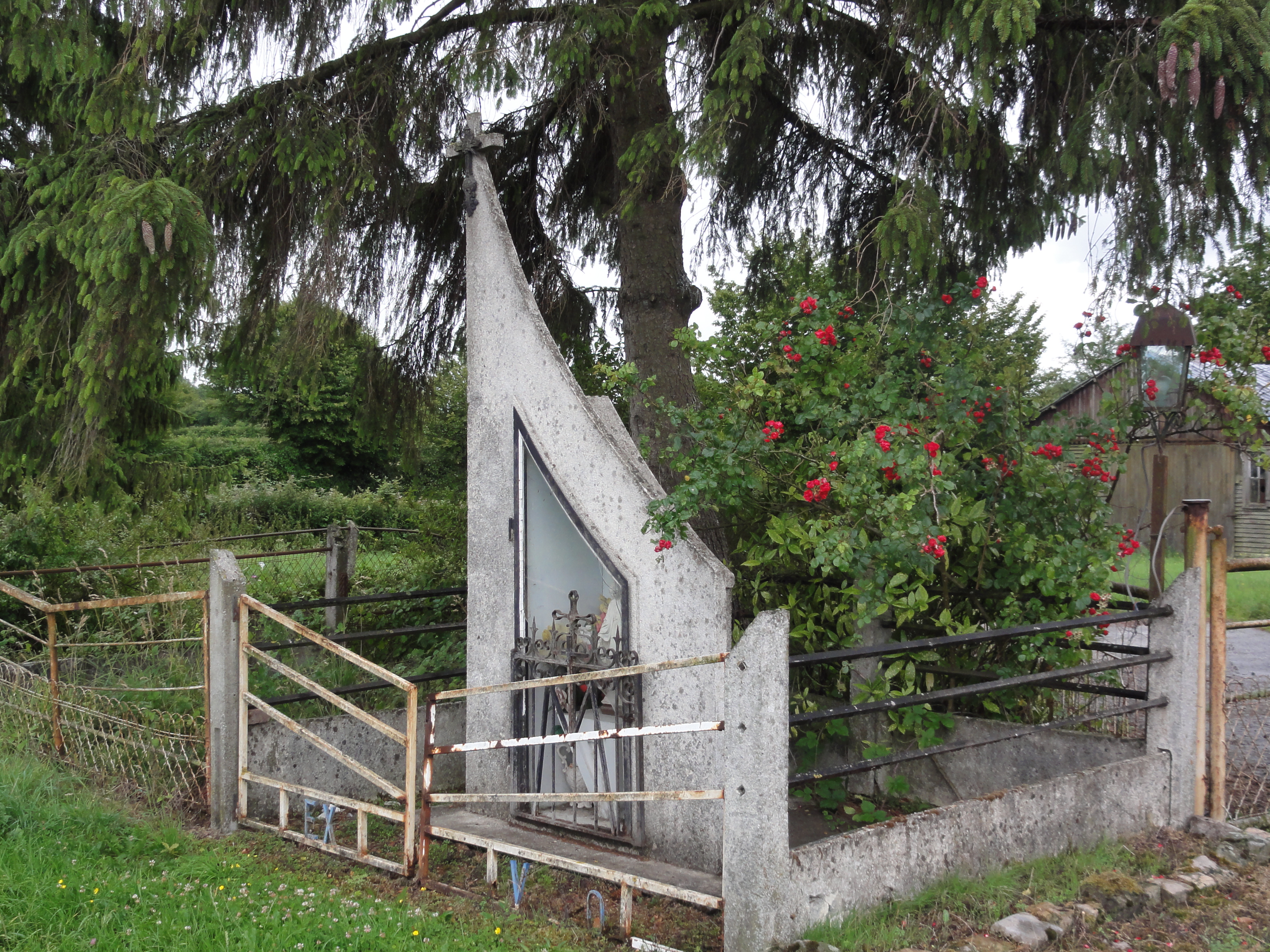
Chapelle Sainte-Marie, le Trie Mayens.
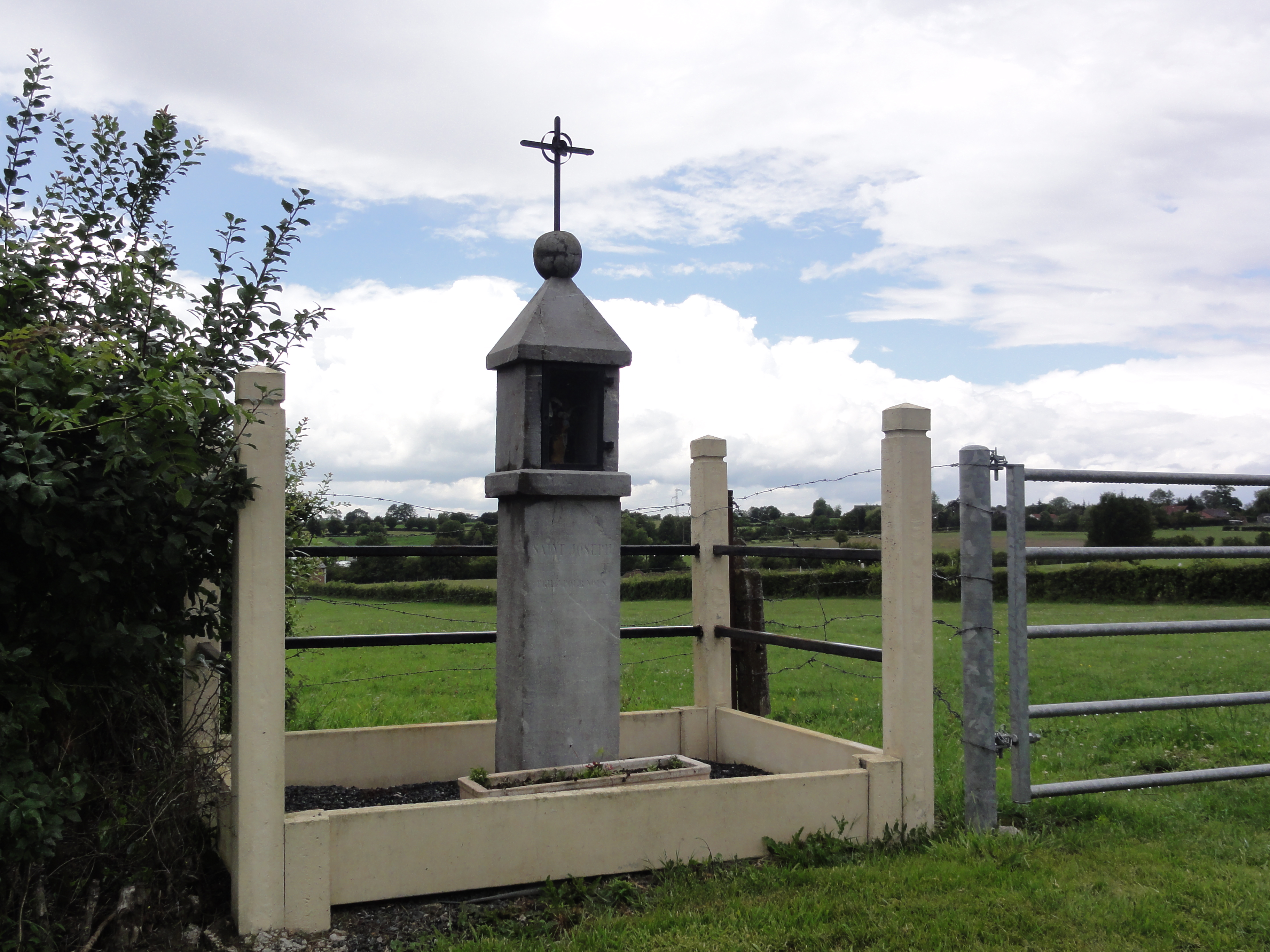
Chapelle Saint-Joseph, le Trie Mayens.
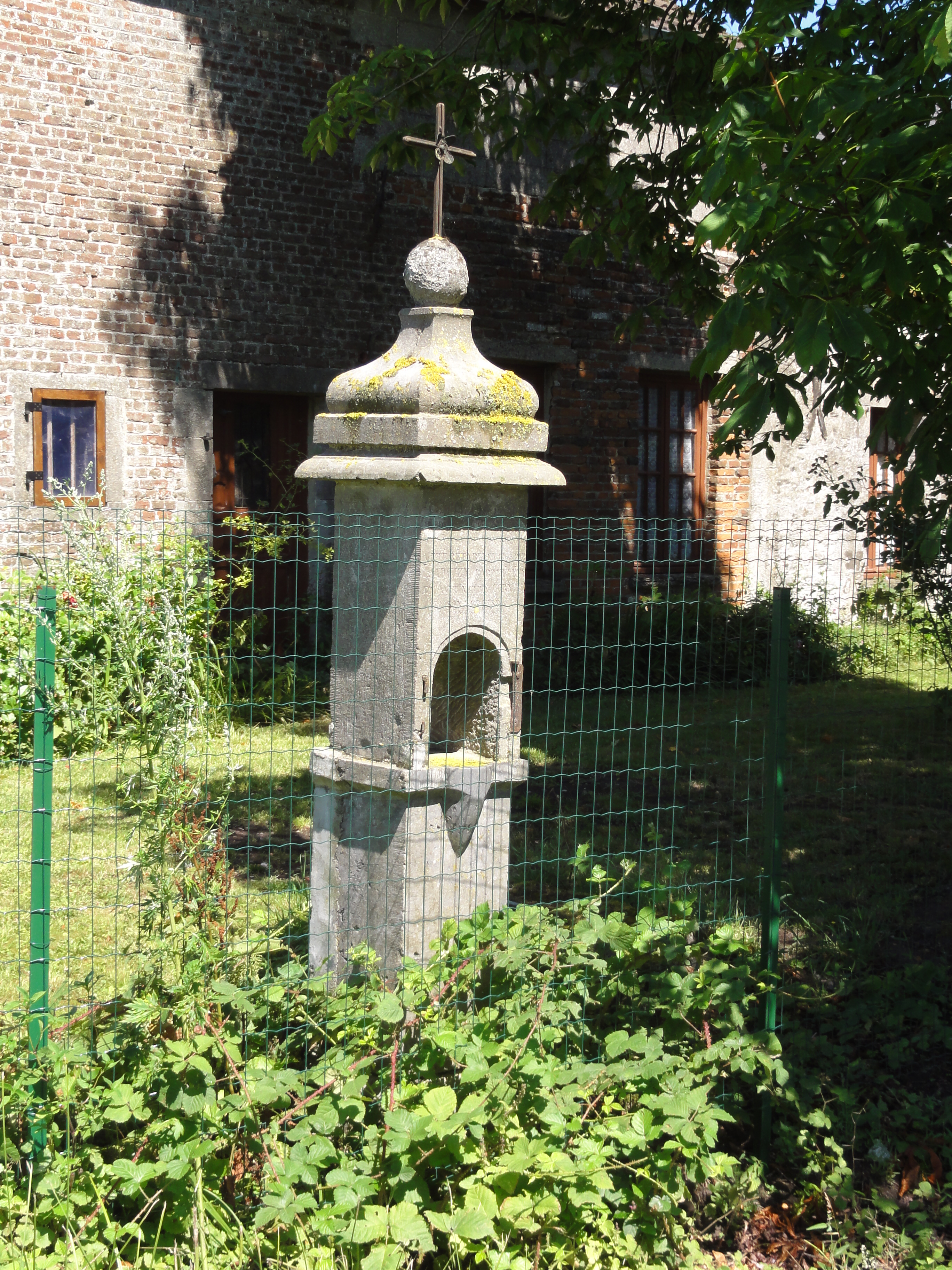
Chapelle à Les Préaux.

### Héraldique
| Blason de Rainsars | Blason  | D'azur au lion d'or tenant en ses pattes de devant une clef d'argent, le panneton en haut et à dextre. |
| Blason de Rainsars | Détails | |